# Fehértarkójú cinege
A fehértarkójú cinege (Machlolophus nuchalis) a verébalakúak (Passeriformes) rendjébe, ezen belül a cinegefélék (Paridae) családjába tartozó faj.

## Rendszerezése
A fajt Thomas C. Jerdon brit ornitológus írta le 1845-ben, a Parus nembe Parus nuchalis néven. Egyes szervezetek jelenleg is ide sorolják.

## Előfordulása
Dél-Ázsiában, India területén honos. Természetes élőhelyei a szubtrópusi vagy trópusi síkvidéki esőerdők, lombhullató erdők és cserjések, valamint vidéki kertek. Állandó, nem vonuló faj.

## Megjelenése
Testhossza 12–13 centiméter, testtömege 13–14,5 gramm.

## Életmódja
Rovarokkal táplálkozik, valamint a Salvadora oleiodes fa gyümölcsével és a Capparis aphylla virágának nektárával.

## Szaporodása
Májustól augusztusig költ. A pár közösen táplálja a fiókákat, főleg hernyókkal.

## Természetvédelmi helyzete
Az elterjedési területe mérsékelten nagy és csökken, egyedszáma 2500-9999 példány közötti és szintén csökken. A Természetvédelmi Világszövetség Vörös listáján sebezhető fajként szerepel.